# Scotopteryx sandalica
Scotopteryx sandalica là một loài bướm đêm trong họ Geometridae.